# 1867년 이탈리아 총선
1867년 이탈리아 총선은 제3대 이탈리아 하원 493인을 선출하기 위한 첫 선거로 1867년 3월 10일 1차 투표, 3월 17일 2차 투표가 치러졌다.
선거에 앞서 베티노 리카솔리 당시 총리는 특정 종교자산에 환수 문제로 교황청과 합의하는 방안을 추진하였으나 하원의 극심한 반대로 뜻을 이루지 못하고 총리직을 사퇴하였다. 이 결과로 갑작스레 치러지게 된 총선에서 역사적 좌파 성향의 우르바노 라타치가 총리직에 오르게 되었다.
당시 이탈리아 선거법의 유권자 규정에 따라, 이탈리아 총인구 2600만여 명에 비해 선거에 투표한 사람은 남성 유권자 504,265명에 불과하였다. 유권자들은 귀족, 자본가, 불로소득자 등의 부유층이 주를 이루었으며 온건파 성향을 지니고 있고 국왕에 충성하며 낮은 수준의 국가예산 운용을 지지하였다.

## 선거 운동
베티노 리카솔리 총리는 역사적 우파 성향이었으며 야당을 이끄는 우르바노 라타치는 역사적 좌파 성향이었다. 우르바노 라타치는 15년 전 사르데냐 왕국 총리를 지냈으며 우파와 선거연대를 이루었으나 이후 좌파 진영의 온건 성향 의원이 되었다. 당시 이탈리아는 정당에 기반하여 선거를 치르지는 않았으나 우파와 좌파 간의 정치갈등이 확연하여 선거도 양 진영의 대결로 해석되었다.
리카솔리 총리가 정계 은퇴를 선언하면서 갑작스레 치러진 1867년 총선은 1차 선거에서부터 우파의 대패로 드러났다. 그러나 야당 총리후보였던 우르바노 라타치 역시 안심할 수 있는 상황은 아니었는데 이는 결선투표제를 실시하여 2차 투표를 시행하였기 때문이다. 우파와 좌파 외 무소속 성향 당선자들은 어느 세력이던지 자신의 지역구 현안을 살펴주는 쪽을 선호하였을 뿐, 집권세력 자체의 지지에는 미온적인 반응을 보였다.
결과적으로 우르바노 라타치는 국왕 비토리오 에마누엘레 2세의 임명으로 이탈리아 총리직에 올랐으나 좌파 진영 내에서도 분파가 갈려 라타치 총리를 따르지 않기로 하는 바람에 새로운 연립내각을 모색할 수밖에 없었다. 이는 견고한 정당조직이 따로 없고 의원 개인의 성향에 따라 이합집산하는 당대 이탈리아 정계의 특성이었다. 유권자들 역시 특정 정치인이나 정당에 대한 표심보다는 지역주의 또는 매표 행위에 더 영향을 받았다.
라타치는 자신을 따르는 중도좌파 온건 세력과 무소속 의원, 역사적 우파 성향 의원을 규합하여 중도주의 연립정부 수립을 시도하였다. 무소속과 우파 세력은 추후 정권 재창출을 노려 연립내각 참여에 동의하였다. 그러나 라타치 총리의 집권은 일시적인 것으로 총선으로부터 불과 6개월 후 국민영웅 주세페 가리발디의 교황령 점령 사건을 막지 못하며 리더십을 상실하였다. 라타치 총리의 무능을 간파한 국왕은 곧바로 총리직 사퇴를 강요하였고, 루이지 페테리코 메나브레아 상원의원이 총리로 취임하면서 역사적 우파의 재집권이 이루어졌다.

## 참여 정당
| 정당 | 정당        | 성향 | 대표            |
| ---- | ----------- | ---- | --------------- |
|      | 역사적 우파 | 보수 | 베티노 리카솔리 |
|      | 역사적 좌파 | 자유 | 우르바노 라타치 |

## 선거 결과
|                 |             |          |          |          |          |          |          |           |
| 정당            | 정당        | 1차 투표 | 1차 투표 | 1차 투표 | 2차 투표 | 2차 투표 | 2차 투표 | 총합      |
| 정당            | 정당        | 득표수   | %        | 의석수   | 득표수   | %        | 의석수   | 총합      |
|                 | 역사적 좌파 | -        | -        | 121      | -        | -        | 104      | 225 / 493 |
|                 | 역사적 우파 | -        | -        | 56       | -        | -        | 95       | 151 / 493 |
|                 | 기타        | -        | -        | 31       | -        | -        | 43       | 74 / 493  |
|                 | 보궐지역구  |          |          |          |          |          |          | 143 / 493 |
| 총합            | 총합        |          |          | 208      |          |          | 242      | 493       |
|                 |             |          |          |          |          |          |          |           |
| 총 투표수       | 276,523표   | 100.00%  |          |          |          |          |          |           |
| 유권자 (투표율) | 504,265표   | 54.84%   |          |          |          |          |          |           |
| 출처: La Stampa |             |          |          |          |          |          |          |           |

### 참고
1. ↑  당시 선거법상 후보의 출마 횟수에 제한을 두지 않았기 때문에 한 후보가 두 곳 이상에 지역구에 출마하는 일이 많았다. 따라서 총선이 끝난 이후에도 당선의원이 없는 빈 지역구가 생겼으며 이들은 재보궐선거를 통해 당선자를 다시 배출했다.